# 비엔티안 왕국

비엔티안 왕국의 국기

비엔티안 왕국은 현재 라오스 중부에서 18세기에서 19세기에 걸쳐 존재했던 역사상의 왕조를 말한다. 1706년 란쌍 왕조에서 갈라져 나온 비엔티안에 왕도를 둔 왕조를 가리킨다.

## 역사
원래 라오스에는 라오 족의 통일 왕조로 란쌍 왕조(왕도는 비엔티안)가 존재하고 있었다. 그러나 1690년에 술리냐웡사 왕이 죽자, 차기 국왕의 자리를 둘러싸고 왕위계승 다툼이 발생하여, 1698년 세타티랏 2세가 왕위에 취임함으로써 분쟁은 일단 진정된 것처럼 보였다. 그러나 그 과정에서 추방된 스리냐 봉사의 친족 등을 남겨 화근을 분쟁이 생겨, 이후 란쌍 왕조가 갈라져 나가는 계기가 되었다.
1706년, 술리냐웡사의 손자에 해당하는 킨 킷사라트와 인타솜 형제가 루앙프라방에서 독립을 선언했다. 세타티랏 2세는 독립 세력을 제거할만한 힘이 없었고, 독립을 승인하거나 외부에 도움으로 그들을 진압해야 하는 선택에 직면하게 되었다. 결국 세타티랏 2세는 아유타야 왕국의 산페트 8세에게 원군을 요청했고, 다음해 1707년 아유타야의 군대가 비엔티안에 도착했다. 그러나 란쌍왕조의 약화를 노리는 아유타야 군대가 비엔티안에서 움직이려고 하지 않았고, 결과적으로 세타티랏 2세는 란쌍왕국을 루앙 독립 왕조(루앙프라방 왕국)와 비엔티안 왕조의 두 분단된 나라로 갈라질 수밖에 없는 상황에 몰렸다.
루앙 지역의 분리 이후, 비엔티안 왕국의 세력권은 루앙프라방을 지지하는 형태로 불만을 표했고, 분열을 목표로 하는 움직임이 각지에서 커졌다. 이 운동은 1709년에 무앙 나콘의 영주 프라 프로무라사 반란의 진압으로 일단 혼란은 가라앉았지만, 1713에는 아유타야 왕국의 계략에 의해 참파삭 지역이 참파삭 왕국으로 분리 독립되었다.
세타티랏 2세의 사후, 1730년에 왕위를 계승한 옹 분(푼나산) 왕은 이웃 나라인 톤부리 왕조(시암)의 딱신 왕이 비엔티안의 영토였던 우돈타니와 우본랏차타니를 도판했기 때문에, 1770년에 탁신 왕에게 사신을 파견하여 동맹 관계를 수립함으로써 국내를 안정시켰다. 그러나 서로 다른 속내를 가지고 있었기 때문에 동맹이 원활하게 진행될 리 없었고 서로의 의견 차만 발생하였다.
1773년 비엔티안 왕국은 루앙프라방 왕국의 침공을 받지만, 이 때 푼나산은 동맹 관계에 있던 시암에게 원군을 요청하고 않고, 주둔지가 가깝다는 이유로 당시 시암과 전쟁 상태에 있던 꼰바웅 왕조(버마) 원군을 요청했다. 치앙마이에서 원군 요청을 받은 버마군 지휘관 포스파라는 요청을 받은 것을 루앙프라방 측에 알려서 싸우지 않고도 양국을 권력 하에 두는데 성공했다. 다음 해인 1774년에 푼나산은 버마와 협력하여 샴에 파병했기 때문에, 샴의 탁신 왕은 비엔티안 왕국을 믿지 못하고, 표면적인 외교만 수행하게 되었다. 1777년 버마의 침공을 저지하는 데 성공한 시암은 그 다리를 건너 비엔티안을 침공하여 수도를 점령하고 비엔티안 왕국을 속령으로 삼았다.
시암은 에메랄드 부처와 사로잡은 수많은 귀족 등을 전리품으로 얻고, 1780년에 철군했지만 푼나산은 시암 침공 때 도망친 캄크트 지역에서 1781년 사망했다. 그리하여 딱신 왕은 비엔티안의 새로운 왕으로 차오 난타센을 옹립했다. 1782년에 푸타욧파쭐라록이 딱신 왕을 죽이고, 라마 1세에 등극하여 짜끄리 왕조를 세웠고, 비엔티안 왕국은 시암에서 상당한 자치권을 인정받게 되었다.
그러나 한편, 비엔티안 왕국은 1787년 므앙 푸안의 영토를 둘러싸고 떠이선 왕조(베트남)와 대립이 격화되었다. 이 충돌은 응에안 성의 카이산에 의해 베트남 측에 승리로 돌아갔고, 이후 므앙 푸안은 비엔티안 왕국 영토이면서 베트남 왕조(떠이선 왕조와 응우옌 왕조)의 세력 하에 놓인 매우 불안정한 지역이 되었다.
차오 난타센 사후 왕위는 동생 인타라웡이 계승하였고, 1798년부터 1799년 사이 샴이 지휘한 버마 잔당 소탕작전에 참여했다. 이때 사령관으로 임명되었던 차오 아누웡을 높이 평가한 시암은 1803년에 인타라봉이 사망하자 차오 아누웡을 세타티랏 3세로 왕위를 잇게 했다. 세타티랏 3세의 치세(1804 - 1829)에 비엔티안 왕국은 황금기를 맞아 1807년 새로운 왕궁을 건립하고, 1808년의 타트 파놈 다리의 건설 및 시분판 사원(농카이 주)의 건립, 1824년의 세인 사원의 건립 등 각지에서 당시의 토목 기술의 정수를 보여준 사원과 시설의 정비가 행해졌다.
1827년, 세타티랏 3세는 왕실 회의를 열고 시암 짜끄리 왕조가 국내외로 혼란한 정세인 것을 틈타서 속국에서 벗어나 독립을 꾀하였다. 이 전략은 여러 신하들의 반대했지만, 밀어 붙인 세타티랏 3세는 비밀리에 방콕에 파병을 진행했다. 그러나 이를 알아챈 루앙프라방과 전략 자체에 불만을 가지고 있던 부왕 티사 등에 의해 전략이 누설되었다. 결국 작전 도중에 시암에 간파되어 왕도 비엔티안을 시암이 점령하여 반란은 실패로 끝났다.
반란 실패 후 세타티랏 3세는 도주를 시도했으나, 1828년에 시암군에 체포되어 옥중에서 사망했다. 시암은 비엔티안 점령 후 세타티랏 3세 파에 의한 반란을 우려하여 왕도를 철저히 파괴하고 비엔티안 왕국의 주권을 박탈하고, 영토를 시암으로 편입시켰다. 이렇게 하여 사실상 1828년에 비엔티안 왕국은 멸망하고, 이후에는 란쌍 왕조의 계보를 잇는 지역인 루앙프라방에 의한 라오스의 지배력이 강화된다.

## 군주
- 세타티랏 2세 (1706년에 란쌍왕국 분열 - 1730년)
- 옹롱 (1730년 - 1767년)
- 옹분 (1767년 - 1778년) : 옹분의 1차 재위
- 프라야 수포 (1778년 - 1780년) : 시암 행정관.
- 옹분 (1780년 - 1781년 11월) : 옹분의 2차 재위
- 차오 난타센 (1781년 11월 21일 - 1795년 1월)
- 인타라웡 세타티랏 3세 (1795년 2월 2일 - 1805년 2월 7일)
- 아누웡 (1805년 2월 7일 - 1828년 11월 12일)

## 같이 보기
- 란쌍 왕국
- 루앙프라방 왕국
- 참빠삭 왕국
- 씨앙쿠앙 왕국